# (36247) 1999 VY155
1999 VY155 (asteroide 36247) é um asteroide da cintura principal. Possui uma excentricidade de 0.06407250 e uma inclinação de 14.47806º.
Este asteroide foi descoberto no dia 12 de novembro de 1999 por LINEAR em Socorro.